# Norwegische Badmintonmeisterschaft 1962
Die Norwegische Badmintonmeisterschaft 1962 fand in Oslo statt. Es war die 18. Austragung der nationalen Meisterschaften von Norwegen im Badminton.

## Titelträger
| Disziplin    | Sieger                         |
| ------------ | ------------------------------ |
| Herreneinzel | Kåre Samuelsen                 |
| Dameneinzel  | Randi Holand                   |
| Herrendoppel | Harald Nettli Per Corneliussen |
| Damendoppel  | Randi Holand Ragnhild Holand   |
| Mixed        | Hans Sperre Randi Holand       |